# Jordan Cronenweth
Jordan Scott Cronenweth (Los Angeles, Califórnia, 20 de Fevereiro de 1935 - Los Angeles, Califórnia, 29 de Novembro de 1996) foi um diretor de fotografia estadunidense.

## Carreira
Ele trabalhou como um diretor de fotografia nos anos 60, 70, 80 e 90 e trabalhou com os diretores de cinema tais como Frank Perry, Francis Ford Coppola e Phil Joanou.
O seu grande sucesso foi Blade Runner - Perigo Iminente (Blade Runner) (1982), com Harrison Ford no papel de Rick Deckard.

## Morte
Jordan Cronenweth morreu de uma doença de Parkinson aos 61 anos no dia 29 de Novembro de 1996.